# Franco Mimmi
Franco Mimmi (n. Bolonia; 15 de agosto de 1942), periodista y escritor italiano.
Licenciado en Letras por la Universidad de Bolonia, como periodista ha trabajado para los mayores periódicos italianos (Il Resto del Carlino, La Stampa, Il Mondo, Italia Oggi, Il Corriere della Sera, L'Espresso, Il Sole-24 Ore y L'Unità), y ha ganado el premio "Periodista del mes" en junio de 1990. Su obra de escritor pone en relieve su voluntad de enfrentarse con los grandes problemas sociales de nuestros tiempos, inclusive cuando esconde esta meta detrás de escenarios históricos. Libros suyos han sido traducidos al alemán, al francés y al castellano. 

## Novelas y Cuentos
- Rivoluzione (1979, Premio Scanno Opera Prima)
- Relitti-A Tale of Time (1988)
- Villaggio Vacanze (1994);
- Il nostro agente in Giudea (2000, Premio Scerbanenco-La Stampa, publicado también en España);
- Un cielo così sporco (2001);
- Amanti latini, la storia di Catullo e Lesbia (con Carlo Frabetti, 2001, publicado también en España);
- Los grandes seductores son lobos solitarios-Cuentos de pareja (2002);
- Vom Vater und vom Sohn (en "Schwarze Gedanken: Kriminelle Geschichten", 2002).
- La guerra es la madre de todas las cosas (en "Daños colaterales", 2002).
- Cavaliere di Grazia (2003, finalista Premio dei Lettori y Premio Scalea).
- Una vecchiaia normale (2004)
- I grandi seduttori sono lupi solitari - Racconti di coppia (2005)
- Holbox (2005) - (En "Brivido nero", con Valerio M. Manfredi).
- Povera spia (2006)
- Lontano da Itaca (2007)
- Oracoli & Miracoli (2009)
- Tra il Dolore e il Nulla (2010)
- Corso di lettura creativa (2011)
- Una stupida avventura (2012)
- Il tango vi aspetta (2013)
- Majorca, l'isola degli scrittori (2014)
- Le tre età dell'uomo (2015)
- L'ultima avventura di Don Giovanni (2015)
- Le sette vite di Sebastian Nabokov - Secondo corso di lettura creativa (2016)
- Racconti di coppia (2016)
- Il Sogno dello Scrittore (2017)
- Fabrizio D. e la Bellezza - Passioni 1 (ebook-selfpublishing, 2018)
- Su l'arida schiena del formidabil monte sterminator (2018)
- Del Padre e del Figlio - Passioni 2 (ebook-selfpublishing, 2019)
- Ancora Venezia - Passioni 3 (ebook-selfpublishing, 2019)
- Amanti latini, la storia di Ovidio e Giulia, (2020)
- Il Topo e il Virus (ebook-selfpublishing), (2020)
- Il peggior nemico (2022)

## Ensayos
- El periodismo en la literatura italiana moderna y contemporánea (Slavia, 2010-1)
- Ulisse: uno, cento, mille viaggi (El tema del viaje - Universidad de Castilla-La Mancha)
- Imparare a leggere (Slavia, 2010-4)
- L’Unità d’Italia - Ilusión e delusioni nelle pagine di tre grandi scrittori: Anna Banti, Tomasi di Lampedusa, Federico de Roberto (Università di Córdoba - Convegno su "ITALIA 150 AÑOS DESPUÉS DE LA UNIFICACIÓN")
- Giorgia Marangon, "La poesía de Ugo Foscolo y su alter ego en francés" (Cuadernos de Filología Italiana, Vol 21-(2014)
- La mejor amiga del Covid-19 (Conferencia Inaugural de la Feria Internacional del Libro en Guatemala, 26-11-2020)
- Quando Dante inventò Ulisse (Conferencia en el Instituto Italiano de Cultura de Guatemala en el año de Dante, 10-06-2021)

## Estudios críticos sobre sus obras
- Manuel Gil Rovira, Universidad de Salamanca: "Notas sobre dos periodistas narradores: Manuel Vázquez Montalbán y Franco Mimmi".
- Marjatta Saksa: reseña de "Cavaliere di grazia" en “NOBILTÀ - Rivista di Araldica, Genealogia, Ordini Cavallereschi”, 2004.
- María Dolores Castro Jiménez, Universidad Complutense de Madrid: "Ítaca te regaló un hermoso viaje: estudio mitográfico del Ulises de Franco Mimmi".
- Mercedes Monmany: "El dilema del regreso".
- Ferdinando Castelli S.I.: "Variazioni sul tema 'Gesù - Opere di Sebastiano Vassalli e Franco Mimmi.". La Civiltà Cattolica, 21 maggio 2011.
- Arnaud Dubergier: "Écritures et réécritures: le Nouveau Testament dans les fictions contemporaines - ...Chacune à leur manière les réécritures de Michael Moorcock, « Voici l’homme », Anthony Burgess, « L’homme de Nazareth » et Franco Mimmi, « Notre agent en Judée », portent un regard neuf sur la vie du Nazaréen." (Tesis de Doctorado - 2006)
- Rosanna Morace:  "E se la letteratura italiana fosse un trittico?"  (La Modernità Letteraria - 8 . 2015)
- Rosanna Morace: “La partenza: lontano da Itaca” (in “Il ponte Ionio-Adriatico: un confine liquido”, intervento presentato al convegno “Tra Adriatico e Ionio”, Corfù 2020)

- Datos: Q2086816

}